# Jean-Urbain Fourcand-Léon
Pour les articles homonymes, voir Léon.
Jean-Urbain Fourcand-Léon est un homme politique français né le 10 octobre 1806 à Saint-Affrique (Aveyron) et décédé le 11 février 1889 à Bordeaux (Gironde).

## Biographie
À la tête d'une maison de commerce d'indigo, installé à Bordeaux depuis 1824, il y est conseiller municipal de 1870 à 1884, conseiller d'arrondissement de 1874 à 1884. Il est député de la Gironde de 1881 à 1885, siégeant avec la majorité opportuniste.

## Sources
- « Jean-Urbain Fourcand-Léon », dans Adolphe Robert et Gaston Cougny, Dictionnaire des parlementaires français, Edgar Bourloton, 1889-1891 [détail de l’édition]